# Palla ussheri
Espèce
Palla ussheri est une espèce d'insectes lépidoptères (papillons) de la famille des Nymphalidae et de la sous-famille des Charaxinae qui vit dans les forêts tropicales de type afrotropical.

## Sous-espèces
- Palla ussheri ussheri (Guinée, Sierra Leone, Liberia, Côte d'Ivoire, Ghana, Nigéria)
- Palla ussheri dobelli Hall, 1919 (Cameroun, Gabon, Congo, république centrafricaine)
- Palla ussheri interposita Joicey & Talbot, 1925 (Ouganda du centre et de l'ouest, ouest de la Tanzanie, Zambie).

## Synonymes
- Philognoma ussheri Butler, 1870
- Palla ussheri ab. ferruginea Schultze, 1914
- Palla moderata Gaede, 1915
- Philognoma dobelli Hall, 1919

## Description
C'est un papillon diurne de taille moyenne, la femelle pouvant atteindre 9 cm d'envergure. Les ailes antérieures noires du mâle sont traversées d'une bande blanche. Ses ailes postérieures sont marron foncé avec une grande bande verticale orange.
La femelle est très différente: les quatre ailes présentent des bandes verticales marron, orange, jaunâtres et blanchâtres. La chenille est de couleur verte et marron à l'apparence rare chez les chenilles de feuille morte.

## Plantes hôtes
Cette espèce se nourrit de convolvulacées et de rutacées.

## Répartition
Surtout dans les forêts du Sierra Leone, de la république démocratique du Congo, de la Centrafrique, jusqu'à l'Ouganda.